# Weeping Willows
Weeping Willows ist eine 1995 gegründete schwedische Pop-Rock-Gruppe, deren Alben in Schweden regelmäßig Top-Ten-Platzierungen erreichen.

## Geschichte
Sänger Magnus Carlson und Percussionist Thomas Sundgren spielten 1993 in einer Coverband Country-Musik und Rockabilly. Die Begleitband Stefan Sundströms, Apache, lud die beiden zur Zusammenarbeit ein und daraus entwickelte sich ein richtiges Seitenprojekt, das Lieder von Elvis Presley, Roy Orbison, Johnny Cash, Scott Walker, The Righteous Brothers und anderen Sängern jener Zeit vortrug. Als sich ein Bandgefüge entwickelte, gab man ihm den Namen Weeping Willows nach der in Cashs Liedtext zu Big River vorkommenden Trauerweide. Magnus Carlson und Thomas Sundgren standen fortan zur Seite: Gitarrist Ola Nyström, Bassist Stefan Axelsen, Schlagzeuger Anders Hernestam, Keyboarder Mats Hedén und nach einiger mit Liveauftritten verbrachten Zeit der zweite Gitarrist Niko Röhlcke. Das 1997 erschienene Debütalbum Broken Promise Land wurde vom Rebecka-Törnqvist-Förderer und Produzenten Pål Svenre im Stockholmer Atlantis Studio produziert. Er spielte darauf außerdem Klavier. Dass auch Per „Texas“ Johansson an Klarinette, Flöte und Saxofon und der Trompeter Peter Asplund mitwirkten, ist Svenres erstrangigen Verbindungen in die schwedische Musikszene zu verdanken. Des Weiteren wurden aufgeboten: Mikael Anderfjärd und Ole Holmquist (beide Posaune, Letzterer zeitweilig bei James Last), Håkan Nyqvist (Jagdhorn), Arsa Forsberg (Cello), Hans Åkesson und Ulf Forsberg (beide Viola) sowie Josef Cabrales-Alin, Sarah Edin und Torbjörn Bernhardsson (alle Violine). Die CD verkaufte sich in Schweden, Norwegen und Deutschland gut. Auftritte bei Festivals und in TV-Shows festigten die Bekanntheit der Band. Prinzipiell bestand die Auftrittsgarderobe aus schwarzen Anzügen und gefüllten Whiskeygläsern als Accessoires. Auf dem Nachfolgealbum Endless Night (1999) verordnete man sich einen moderneren Stil und nahm sich Depeche Mode und Morrissey zum Vorbild. Dieses schlug bei den Popliebhabern wieder ein, wurde aber von Kritikerseite nicht für so gelungen befunden wie der Vorgänger. 2001 gab Magnus Carlson zunächst sein Solodebüt. Noch einen Tick mehr in die rockige Richtung fiel das Band-Album Nummer 3, Into the Light, aus. Maßgeblichen Anteil hatte daran Produzent Johan Forsman, der zuvor für Poprock-Bands wie The Soundtrack of Our Lives verantwortlich zeichnete. Es erschien im November 2001 in Schweden, im restlichen Europa Anfang April 2002. Erst 2004 wurden die Albumveröffentlichungen mit Presence fortgesetzt. Es dauerte wiederum drei Jahre bis Fear & Love erschien. Danach gab es eine richtig lange Pause bis 2014. Auf dem im März 2016 erschienenen Album Tomorrow Became Today spielt „der andere“ bekannte Per Johansson, nämlich Per „Rusktrask“ Johansson, das Saxofon. Die aktuelle Weeping-Willows-Kern-Besetzung lautet: Magnus Carlson (Gesang), Ola Nyström (Gitarre), Niko Röhlcke (Gitarre, Keyboard), Anders Hernestam (Schlagzeug).

## Stil
Die Internet-Plattform Allmusic beschreibt den Stil als sentimentalen, weinerlichen Rock mit einem gehörigen Anteil an Streicher- und Bläser-Einsätzen. Die Musik sei geeignet für Fans von Chris Isaak und der frühen k.d. lang, hieß es im Billboard-Magazin. Eine dank Sänger-Schluchzen und Twang-Gitarre gegebene stilistische Verwandtschaft zu Chris Isaak sah auch der kulturnews-Rezensent. Bezüglich der episch-melancholischen Streicherarrangements fügte er an: „Sie spielen Mädcheneroberungsmusik mit viel Schmalz und Schmelz, sie balancieren nah am Engtanzkitsch und stürzen doch nicht ab.“ Christof Nikolai meinte auf plattentests.de zu Endless Night, kritisch betrachtet sei die Musik Kitsch, sich auf sie einlassend Romantik, auf jeden Fall aber zeitlose Melancholie. Das Intro sah kein Versinken in „übermäßigem Pathos und Kitsch“. Die musikalische Formel wurde als „Pulp plus Roy Orbison geteilt durch Chris Isaak“ definiert. Im Poplexikon der SWR3-Website heißt es, der Sound von Into the Light habe sich „in Richtung Modern Rock und Dancefloor bewegt“, sei aber nach wie vor „von opulenten Arrangements aus den 60er Jahren beeinflußt (siehe Walker Brothers, Phil Spector)“. Weeping Willows liege, heißt es dort weiter, „stilistisch etwa zwischen a-ha, Depeche Mode und Blancmange (vgl. deren Song Blind Vision).“ Den „opulent-schwelgerischen Retro-Sound“ behielt die Band auch auf späteren Alben bei.

## Diskografie

### Alben
| Jahr | Titel                         | Höchstplatzierung, Gesamtwochen, AuszeichnungChartsChartplatzierungen (Jahr, Titel, Platzierungen, Wochen, Auszeichnungen, Anmerkungen) | Anmerkungen                              |
| Jahr | Titel                         | SE | Anmerkungen                              |
| ---- | ----------------------------- | --- | ---------------------------------------- |
| 1997 | Broken Promise Land           | SE13 Gold · (24 Wo.)SE |                                          |
| 1999 | Endless Nights                | SE2 (6 Wo.)SE |                                          |
| 2002 | Into the Light                | SE1 Gold · (21 Wo.)SE |                                          |
| 2004 | Presence                      | SE2 (13 Wo.)SE |                                          |
| 2005 | Singles Again                 | SE6 (11 Wo.)SE |                                          |
| 2007 | Fear & Love                   | SE2 (9 Wo.)SE |                                          |
| 2014 | The Time Has Come             | SE2 Gold · (15 Wo.)SE |                                          |
| 2014 | Christmas Time Has Come       | SE3 Gold · (30 Wo.)SE | Erstveröffentlichung: 12. November 2014  |
| 2015 | Broken Promise Land Revisited | SE37 (3 Wo.)SE |                                          |
| 2016 | Tomorrow Became Today         | SE1 (16 Wo.)SE |                                          |
| 2017 | Snowflakes                    | SE8 (6 Wo.)SE | Erstveröffentlichung: 17. November 2017  |
| 2019 | After Us                      | SE1 (8 Wo.)SE | Erstveröffentlichung: 22. März 2022      |
| 2021 | Songs of Winter               | SE6 (11 Wo.)SE |                                          |
| 2022 | In Concert                    | SE36 (1 Wo.)SE |                                          |
| 2022 | The Dreams We Weave           | SE9 (2 Wo.)SE | Erstveröffentlichung: 23. September 2022 |
| 2025 | Goodwill                      | SE8 (… Wo.)SE | Erstveröffentlichung: 23. Mai 2025       |

Weitere Alben
- 1998: Singles Collection (Kompilation)
- 2005: Live in Helsinki (Videoalbum)

### Singles
| Jahr | Titel Album                              | Höchstplatzierung, Gesamtwochen, AuszeichnungChartsChartplatzierungen (Jahr, Titel, Album, Platzierungen, Wochen, Auszeichnungen, Anmerkungen) | Anmerkungen                             |
| Jahr | Titel Album                              | SE | Anmerkungen                             |
| ---- | ---------------------------------------- | --- | --------------------------------------- |
| 1997 | Broken Promise Land                      | SE23 (9 Wo.)SE |                                         |
| 2001 | Touch Me Into the Light                  | SE21 (19 Wo.)SE |                                         |
| 2004 | Stairs Presence                          | SE22 (5 Wo.)SE |                                         |
| 2005 | I’m Gonna Let Love Find Me Singles Again | SE44 (1 Wo.)SE |                                         |
| 2007 | The Burden Fear & Love                   | SE49 (4 Wo.)SE |                                         |
| 2020 | Merry Christmas, My Love –               | SE45 (6 Wo.)SE | Erstveröffentlichung: 20. November 2020 |

Weitere Singles und EPs
- 1997: Eternal Flames
- 1997: Blue and Alone
- 1997: December Songs (EP)
- 1998: (Music from the Motion Picture) Under Solen (EP, enthält You’re Everywhere mit The Boppers)
- 1998: Alla Hjärtans Kväll (Charity-Single)
- 1999: True to You
- 1999: When You Are Asleep
- 2000: While I’m Still Strong
- 2002: Falling
- 2004: You Weren’t Even Close
- 2004: Lost Love
- 2007: Shiver in the Morning Light
- 2014: (We’re in) Different Places